# 聖埃爾莫 (阿拉巴馬州)
聖埃爾莫（英語：St. Elmo）是一個位於美國阿拉巴馬州莫比爾縣的非建制地區。該地的面積和人口皆未知。

## 地理
聖埃爾莫的座標為30°30′13″N 88°15′15″W / 30.50361°N 88.25417°W，而該地的平均海拔高度為41米（即135英尺）。